# 4270 Juanvictoria
A 4270 Juanvictoria (ideiglenes jelöléssel 1975 TJ6) a Naprendszer kisbolygóövében található aszteroida. A Félix Aguilar Obszervatórium fedezte fel 1975. október 1-jén.